# Cup of China 2016
Cup of China 2016 – piąte w kolejności zawody łyżwiarstwa figurowego z cyklu Grand Prix 2016/2017. Zawody odbywały się od 18 do 20 listopada 2016 roku w hali Capital Indoor Stadium w Pekinie.
Zwycięzcą wśród solistów został reprezentant Kanady Patrick Chan. W rywalizacji kobiet triumfowała reprezentantka Rosji Jelena Radionowa. Wśród par sportowych triumfowali gospodarze Yu Xiaoyu i Zhang Zao. Natomiast wśród par tanecznych zwyciężyli Amerykanie Maia Shibutani i Alex Shibutani.

## Wyniki

### Soliści
| Poz. | Zawodnik          | Nota łączna | SP | SP    | FS | FS     |
| ---- | ----------------- | ----------- | -- | ----- | -- | ------ |
| 1    | Patrick Chan      | 279,72      | 3  | 83,41 | 1  | 196,31 |
| 2    | Jin Boyang        | 278,54      | 1  | 96,17 | 2  | 182,37 |
| 3    | Siergiej Woronow  | 243,76      | 4  | 82,93 | 4  | 160,83 |
| 4    | Max Aaron         | 242,74      | 5  | 81,67 | 3  | 161,07 |
| 5    | Yan Han           | 230,19      | 8  | 75,04 | 5  | 155,15 |
| 6    | Aleksandr Pietrow | 228,44      | 9  | 74,21 | 6  | 154,23 |
| 7    | Maksim Kowtun     | 221,43      | 10 | 70,10 | 7  | 151,33 |
| 8    | Danijjel Samochin | 213,51      | 2  | 83,47 | 10 | 130,04 |
| 9    | Ross Miner        | 213,34      | 6  | 76,73 | 8  | 136,61 |
| 10   | Michal Březina    | 211,77      | 7  | 75,86 | 9  | 135,91 |

### Solistki

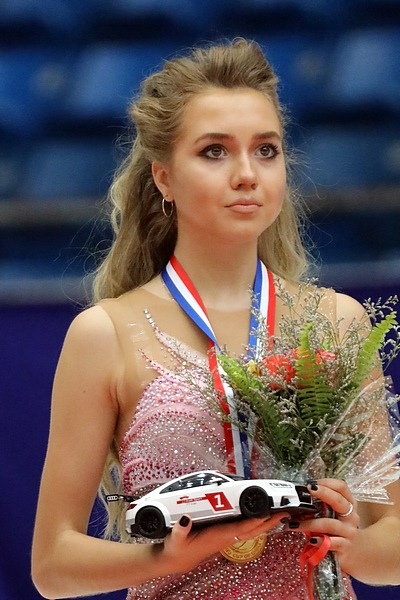
Zwyciężczyni w konkurencji solistek Jelena Radionowa (RUS)

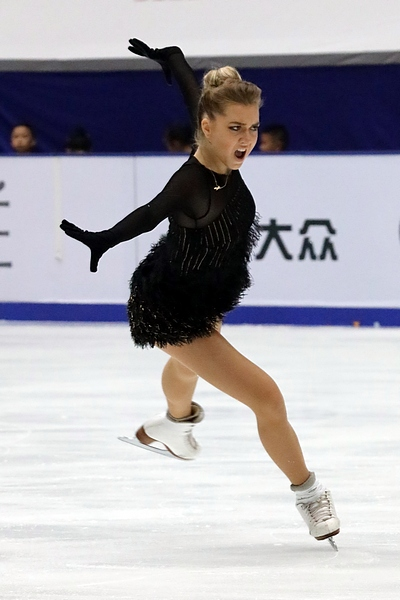
Jelena Radionowa (RUS) podczas programu krótkiego

| Poz. | Zawodniczka              | Nota łączna | SP | SP    | FS | FS     |
| ---- | ------------------------ | ----------- | -- | ----- | -- | ------ |
| 1    | Jelena Radionowa         | 205,90      | 2  | 70,75 | 1  | 135,15 |
| 2    | Kaetlyn Osmond           | 196,00      | 1  | 72,20 | 3  | 123,80 |
| 3    | Jelizawieta Tuktamyszewa | 192,57      | 4  | 64,88 | 2  | 127,69 |
| 4    | Mai Mihara               | 190,92      | 3  | 68,48 | 4  | 122,44 |
| 5    | Rika Hongo               | 181,75      | 6  | 63,63 | 6  | 118,12 |
| 6    | Ashley Wagner            | 181,38      | 5  | 64,36 | 7  | 117,02 |
| 7    | Karen Chen               | 179,39      | 9  | 58,28 | 5  | 121,11 |
| 8    | Li Zijun                 | 172,40      | 7  | 61,32 | 8  | 111,08 |
| 9    | Courtney Hicks           | 163,64      | 8  | 59,86 | 9  | 103,78 |
| 10   | Li Xiangning             | 157,27      | 11 | 54,55 | 10 | 102,72 |
| 11   | Zhao Ziquan              | 149,12      | 10 | 58,20 | 12 | 90,92  |
| 12   | Joshi Helgesson          | 144,64      | 12 | 49,25 | 11 | 95,39  |

### Pary sportowe
| Poz. | Zawodnicy                             | Nota łączna | SP | SP    | FS | FS     |
| ---- | ------------------------------------- | ----------- | -- | ----- | -- | ------ |
| 1    | Yu Xiaoyu / Zhang Hao                 | 203,76      | 1  | 72,49 | 1  | 131,27 |
| 2    | Peng Cheng / Jin Yang                 | 197,96      | 3  | 69,93 | 2  | 128,03 |
| 3    | Lubow Iluszeczkina / Dylan Moscovitch | 191,54      | 2  | 71,28 | 3  | 120,26 |
| 4    | Wang Xuehan / Wang Lei                | 182,02      | 4  | 66,45 | 4  | 115,57 |
| 5    | Nicole Della Monica / Matteo Guarise  | 176,38      | 5  | 66,39 | 7  | 109,99 |
| 6    | Yūko Kawaguchi / Aleksandr Smirnow    | 175,53      | 6  | 62,90 | 6  | 112,63 |
| 7    | Mari Vartmann / Ruben Blommaert       | 173,88      | 7  | 60,88 | 5  | 113,00 |
| 8    | Jessica Pfund / Joshua Santillan      | 142,41      | 8  | 50,32 | 8  | 92,09  |

### Pary taneczne
| Poz. | Zawodnicy                             | Nota łączna | SD  | SD    | FD  | FD     |
| ---- | ------------------------------------- | ----------- | --- | ----- | --- | ------ |
| 1    | Maia Shibutani / Alex Shibutani       | 185,13      | 2   | 73,23 | 1   | 111,90 |
| 2    | Kaitlyn Weaver / Andrew Poje          | 181,54      | 1   | 73,78 | 2   | 107,76 |
| 3    | Aleksandra Stiepanowa / Iwan Bukin    | 177,41      | 3   | 72,09 | 3   | 105,32 |
| 4    | Wiktorija Sinicyna / Nikita Kacałapow | 171,94      | 4   | 70,24 | 4   | 101,70 |
| 5    | Natalia Kaliszek / Maksym Spodyriew   | 150,78      | 5   | 60,13 | 6   | 90,65  |
| 6    | Wang Shiyue / Liu Xinyu               | 149,80      | 6   | 58,57 | 5   | 91,23  |
| 7    | Anastasia Cannuscio / Colin McManus   | 141,17      | 7   | 53,43 | 7   | 87,74  |
| 8    | Song Linshu / Sun Zhuoming            | 130,90      | 8   | 53,20 | 8   | 77,70  |
| 9    | Chen Hong / Zhao Yan                  | 117,32      | 9   | 51,54 | 9   | 65,78  |
| WD   | Alexandra Paul / Mitchell Islam       | DNS         | DNS | DNS   | DNS | DNS    |